# O pintor de batalhas (Pérez-Reverte)
O Pintor de Batalhas é um romance escrito por Arturo Pérez-Reverte, publicado pela primeira vez em 2006.
Um velho combatente emerge do passado para pedir contas a um fotógrafo de guerra. A literatura está cheia de encontros decisivos, de histórias que derivam do face a face entre dois personagens que se auto descobrem. O que foi o décimo sexto romance de Arturo Pérez-Reverte poderia ser considerado nesta linha de ficções a duas vozes, de personagens que se avaliam mutuamente. Através da complexa geometria do caos do século XXI: arte, ciência, guerra, amor, lucidez e solidão se combinam no vasto mural de um mundo que agoniza.

## Resumo
O personagem principal, Faulques, foi um repórter fotográfico de guerra que agora vive sozinho numa antiga torre de vigia num penhasco sobre uma praia de uma ilha no Mediterrâneo, em cuja parede circular está a pintar um mural com imagens de guerras antigas e modernas que se inspiram quer das suas experiências pessoais como fotógrafo quer das inúmeras pinturas sobre guerra que viu em muitos museus ao longo do tempo.:contracapa
Um dia recebe a visita de um homem que o quer matar. Este homem é uma sombra do passado, o sujeito de uma das inúmeras fotografias de guerra que publicou e que foi premiada. Com o desenrolar do enredo, conhece-se a história da vida do fotógrafo/pintor em que emerge o relacionamento amoroso com uma bela mulher, também fotógrafa, que o acompanhou em zonas de guerra, com pausas em locais aprazíveis como Veneza.:contracapa
O visitante tem a oportunidade de contar a história terrível da sua vida que se desenrolou na recente Guerra de Independência da Croácia.    
Faulques desatou a rir-se. Um riso curto, sem vontade.
-Não são precisos trinta anos. Qualquer um pode comprová-lo, por pouco atento que esteja... O homem tortura e mata porque é assim. Agrada-lhe.
-Lobo para o homem, como dizem os filósofos? 

## Apreciação
O historiador da ciência e académico José Manuel Sánchez Ron considera O Pintor de Batalhas um parente próximo de Território Comanche, considerando-o como o livro mais desanimador, mais difícil e triste de Pérez-Reverte. E certamente também o mais lúcido, além de ser o mais ambicioso, intelectual e literariamente. Nele, não há vestígios de esperança, ou de uma visão amável e compassiva do mundo, do mundo habitado por nós, humanos, que muitas vezes são caracterizados em suas páginas com frases como: "Quando o desastre devolve ao homem o caos de onde ele procede, todo esse verniz civilizado fica em pedaços, e é novamente o que foi, o que sempre foi: um rigoroso filho da puta".
O único consolo, prossegue Sánchez Ron, doloroso e insignificante consolo, é "o alívio de saber, quando tudo arde, que não há pessoas queridas ardendo nas ruínas do mundo". Claro que a esse consolo apenas alguns poucos têm acesso; não, por exemplo, aquelas mulheres vestidas de luto que são mencionadas em algum momento, ajoelhadas diante de caixões miseráveis contendo os corpos - os restos, melhor dito - de seus filhos ou maridos, cantarolando, como se fosse uma oração, uma das frases mais tristes que eu recordo: "É escura a casa onde agora vives".

## Prémios
Prémio Gregor von Rezzori 2008 (Florença, Italia) - Melhor obra de narrativa estrangeira 

## Repercussão
Em 2016, o escritor Antonio Álamo criou uma peça de teatro com a adaptação de O pintor de batalhas.